# أوليفييه بانيس
أوليفييه بانيس (بالفرنسية: Olivier Panis)‏ مواليد 2 سبتمبر 1966 في أولينز، ليون، فرنسا، هو سائق فورملا 1 فرنسي بدأ مسيرته الاحترافية سنة 2008. كان أول سباق له هو جائزة البرازيل الكبرى 1994، حقق أول فوز له في جائزة موناكو الكبرى 1996. خاض خلال مسيرته 158 سباقاً فاز في 1 منها.

## سباقات شارك فيها
- لو مان 24 ساعة

## بطولات حققها
- جائزة موناكو الكبرى 1996

## روابط خارجية
- أوليفييه بانيس على موقع Racing-Reference.info (الإنجليزية)
- أوليفييه بانيس على موقع DriverDB.com (الإنجليزية)